# فهرست بازیکنان فوتبال مردان با بیشترین بازی رسمی

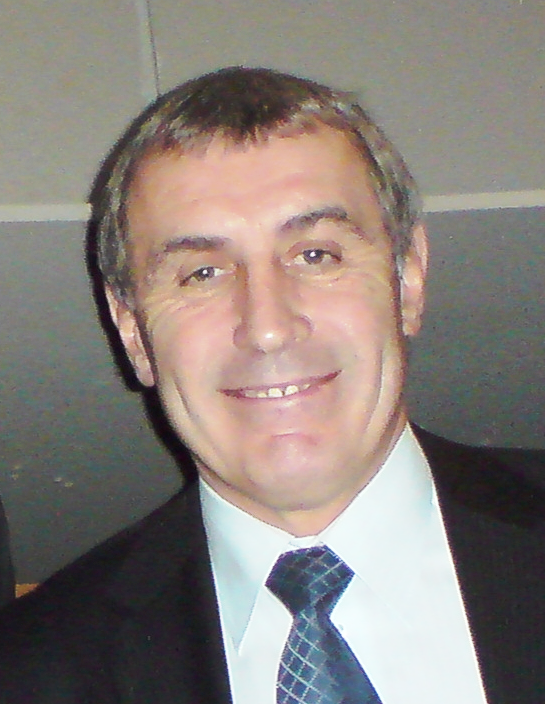
پیتر شیلتون رکورد بیشترین بازی رسمی را در اختیار دارد.

این مقاله، فهرستی از بازیکنانی را نشان می‌دهد که حداقل ۱۱۰۰ بازی رسمی فوتبال را در تمامی رده‌های سنی انجام داده‌اند. در مورد رده نوجوانان، فقط مسابقات با تیم‌های ملی محاسبه می‌شود، زیرا چنین داده‌هایی برای سطوح باشگاهی اکثر آنها در دسترس نیست.
پیتر شیلتون دروازه‌بان انگلیسی، رکورد بیشترین بازی را در اختیار دارد. در مارس ۲۰۲۲، روبرت کارمونا از اروگوئه به عنوان مسن‌ترین بازیکن فعال فوتبال توسط رکوردهای جهانی گینس شناخته، و گزارش شد که حدود ۲۲۰۰ بازی رسمی انجام داده‌است؛ که در مجموع او باید در صدر فهرست قرار گیرد. اما به دلیل فقدان جزئیاتی در مورد مسابقات یا حتی تیم‌هایی که او بازی کرده‌است، حداقل در حال حاضر نمی‌تواند به این فهرست اضافه شود.

## رتبه‌بندی
تا تاریخ ۶ آوریل   ۲۰۲۴
| G | دروازه‌بان |
| D | مدافع     |
| M | هافبک     |
| F | مهاجم     |

پررنگ نشان می‌دهد که بازیکن در حال حاضر فعال است.
| رتبه | بازیکن            | پ.  | بازی                                             | گل   | دوره           | منابع                                                                               |
| ---- | ----------------- | --- | ------------------------------------------------ | ---- | -------------- | ----------------------------------------------------------------------------------- |
| ۱    | پیتر شیلتون       | G   | ۱۴۱۱                                             | ۱    | ۱۹۹۷–۱۹۶۵      | [ ۸ ] [ ۹ ] [ ۱۰ ] [ ۱۱ ] [ ۱۲ ] [ ۱۳ ] [ ۱۴ ]                                      |
| ۲    | فابیو             | G   | ۱۳۱۱ +                                           | ۰    | اکنون–۱۹۹۷     | [ ۱۵ ] [ ۱۶ ] [ ۱۷ ] [ ۱۸ ] [ ۱۹ ]                                                  |
| ۳    | پل باستوک         | G   | ۱۲۸۶ +                                           | ۰    | اکنون–۱۹۸۸     | [ ۲۰ ] [ ۲۱ ] [ ۲۲ ] [ ۲۳ ]                                                         |
| ۴    | کریستیانو رونالدو | F   | [ ۲۴ ] [ ۲۵ ] [ ۲۶ ] [ ۲۷ ] [ ۲۸ ] [ ۲۹ ] [ ۳۰ ] | ۹۳۱  | اکنون–۲۰۰۱     |                                                                                     |
| ۵    | روژریو سنی        | G   | ۱۲۲۶                                             | ۱۲۹  | ۲۰۱۵–۱۹۹۰      | [ ۳۱ ] [ ۳۲ ] [ ۳۳ ] [ ۳۴ ] [ ۳۵ ]                                                  |
| ۶    | فرانتیشک پلانیچکا | G   | ۱۱۸۷+                                            | ۰    | ۱۹۵۷–۱۹۱۸      | [ ۳۶ ] [ ۳۷ ] [ ۳۸ ] [ ۳۹ ] [ ۴۰ ] [ ۴۱ ] [ ۴۲ ] [ ۴۳ ] [ ۴۴ ]                      |
| ۷    | تامی هاتچیسون     | M   | ۱۱۷۸+                                            | ۸۱+  | ۱۹۹۴–۱۹۶۴      | [ ۴۵ ] [ ۴۶ ] [ ۴۷ ] [ ۴۸ ] [ ۴۹ ] [ ۵۰ ] [ ۵۱ ] [ ۵۲ ] [ ۵۳ ] [ ۵۴ ] [ ۵۵ ] [ ۵۶ ] |
| ۸    | جانلوئیجی بوفون   | G   | ۱۱۷۵                                             | ۰    | ۲۰۲۳–۱۹۹۳      | [ ۵۷ ] [ ۵۸ ] [ ۵۹ ] [ ۶۰ ]                                                         |
| ۹    | یاسوهیتو اندو     | M   | ۱۱۵۲+                                            | ۱۵۷+ | ۲۰۲۳–۱۹۹۵      | [ ۶۱ ] [ ۶۲ ] [ ۶۳ ] [ ۶۴ ] [ ۶۵ ] [ ۶۶ ] [ ۶۷ ]                                    |
| ۱۰   | ژاوی              | M   | ۱۱۴۸                                             | ۱۴۱  | ۲۰۱۹–۱۹۹۷      | [ ۶۸ ] [ ۶۹ ] [ ۷۰ ] [ ۷۱ ] [ ۷۲ ] [ ۷۳ ] [ ۷۴ ]                                    |
| ۱۱   | روبرتو کارلوس     | D   | ۱۱۴۱+                                            | ۱۲۹+ | ۲۰۱۱–۱۹۹۱ ۲۰۱۵ | [ ۷۵ ] [ ۷۶ ] [ ۷۷ ] [ ۷۸ ] [ ۷۹ ] [ ۸۰ ] [ ۸۱ ] [ ۸۲ ] [ ۸۳ ] [ ۸۴ ] [ ۸۵ ]        |
| ۱۲   | پت جنینگز         | G   | ۱۱۳۲+                                            | ۱    | ۱۹۸۶–۱۹۶۱      | [ ۸۶ ] [ ۸۷ ] [ ۸۸ ] [ ۸۹ ] [ ۹۰ ] [ ۹۱ ] [ ۹۲ ]                                    |
| ۱۳   | ایکر کاسیاس       | G   | ۱۱۲۵                                             | ۰    | ۲۰۱۹–۱۹۹۶      | [ ۹۳ ] [ ۹۴ ] [ ۹۵ ] [ ۹۶ ] [ ۹۷ ] [ ۹۸ ] [ ۹۹ ]                                    |
| ۱۴   | ری کلمنس          | G   | ۱۱۱۹+                                            | ۰    | ۱۹۸۸–۱۹۶۶      | [ ۱۰۰ ] [ ۱۰۱ ] [ ۱۰۲ ] [ ۱۰۳ ] [ ۱۰۴ ] [ ۱۰۵ ] [ ۱۰۶ ]                             |
| ۱۵   | خاویر زانتی       | D/M | ۱۱۱۵                                             | ۳۱   | ۲۰۱۴–۱۹۹۲      | [ ۱۰۷ ] [ ۱۰۸ ] [ ۱۰۹ ] [ ۱۱۰ ]                                                     |
| ۱۶   | لیونل مسی         | F   | ۱۱۰۸                                             | ۸۵۵  | ۲۰۰۳– اکنون    | [ ۱۱۱ ] [ ۱۱۲ ] [ ۱۱۳ ] [ ۱۱۴ ] [ ۱۱۵ ]                                             |